# Shapwick (Somerset)
Shapwick is een civil parish in het bestuurlijke gebied Sedgemoor, in het Engelse graafschap Somerset met 536 inwoners.